# Yancy Medeiros
Yancy Medeiros, född 7 september 1987 i Mākaha, är en amerikansk MMA-utövare som sedan 2013 tävlar i organisationen Ultimate Fighting Championship.

## Karriär

### Mästerskap och utmärkelser

#### Performance of the Night
1. Mot  Damon Jackson vid UFC 177, 30 augusti 2014 i lättvikt

2. Mot  Joe Proctor vid The Ultimate Fighter 20 Finale, 12 december 2014 i lättvikt

3. Mot  Sean Spencer vid UFC 203, 10 september 2016 i weltervikt

#### Fight of the Night
1. Mot  Francisco Trinaldo vid UFC 198, 14 maj 2016 i lättvikt

2. Mot  Alex Oliveira vid UFC 218, 2 december 2017 i weltervikt

#### ESPN Fight of the Year
2017 Yancy Medeiros vs. Alex Oliveira vid UFC 218